# 8. rang HNL-a 2021./22.
4. ŽNL Koprivničko-križevačka je bila jedina liga osmog stupnja hrvatskog nogometnog prvenstva u sezoni 2021./22. 

## 4. ŽNL Koprivničko-križevačka
| mj. | klub                                | ut.                    | pob.                   | ner.                   | por.                   | gol+                   | gol-                   | bod                    | bod-                   |
| --- | ----------------------------------- | ---------------------- | ---------------------- | ---------------------- | ---------------------- | ---------------------- | ---------------------- | ---------------------- | ---------------------- |
| 1.  | Udarnik Zablatje                    | 18                     | 14                     | 2                      | 2                      | 57                     | 18                     | 44                     |                        |
| 2.  | Jedinstvo Pustakovec                | 18                     | 14                     | 1                      | 3                      | 76                     | 28                     | 43                     |                        |
| 3.  | Ratar Miholec                       | 18                     | 10                     | 5                      | 3                      | 58                     | 24                     | 35                     |                        |
| 4.  | Radnički Križevci                   | 18                     | 7                      | 3                      | 8                      | 35                     | 44                     | 23                     | -1                     |
| 5.  | Dragovoljac Bočkovec                | 18                     | 6                      | 4                      | 8                      | 44                     | 48                     | 22                     |                        |
| 6.  | Sabarija Subotica Podravska         | 18                     | 2                      | 1                      | 15                     | 24                     | 75                     | 6                      | -1                     |
| 7.  | Drava Selnica Podravska             | 18                     | 2                      | 0                      | 16                     | 25                     | 82                     | 5                      | -1                     |
|     | Polet Glogovnica (Donja Glogovnica) | odustali od natjecanja | odustali od natjecanja | odustali od natjecanja | odustali od natjecanja | odustali od natjecanja | odustali od natjecanja | odustali od natjecanja | odustali od natjecanja |

 Izvori: 

 rsssf.org 

 ns-kckz.hr, 3. ŽNL 

 ns-kckz.hr, 3. ŽNL, wayback 

 ns-kckz.hr, "Službeni glasnik" br. 22/2022 

 tipscore.com 

## Vanjske poveznice
- (engl.) sofascore.com, Croatia Amateur
- (engl.) [neaktivna poveznica]